# Cairnwell
Cairnwell (gael. An Càrn Bhailg) – szczyt w paśmie Cairnwells & Blairgowrie, w Grampianach Wschodnich. Leży w Szkocji, w regionach Perth and Kinross oraz Aberdeenshire. 